# Prix écologie ville de Varese
Le prix écologie ville de Varèse a été créé en 1973 par le Salvatore Furia. Il s'agit d'un des premiers prix d'écologie à être décerné en Italie.

## Histoire
Le prix décerné à Varese vise à faire connaître les personnes (physiques et juridiques) qui ont travaillé pour la protection de la nature et des ressources naturelles à travers les actions suivantes :
- œuvres intellectuelles ;
- services ou initiatives d'une incontestable valeur communautaire locale, régionale ou internationale  dans le domaine de la protection et de l'étude de l'environnement ;
- actions de récupération des milieux dégradés ou de conservation et d'enrichissement des milieux intacts ;
- la conservation de toutes les formes de patrimoine naturel, qu'il s'agisse de propriété privée ou publique ;
- création et gestion de monuments naturels (biotopes et géotopes) d'intérêt local, national ou international ;
- conception d'instruments législatifs pour la protection de la santé environnementale et la qualité de la vie humaine, pour la protection du territoire, de l'air, de l'eau, des sols, de la végétation forestière, de la flore spontanée et de la faune ;
- les travaux d'urbanisme ou de ingénierie civile, industrielle ou forestière avec un grand respect pour les ressources naturelles et l'environnement ;
- études et recherches environnementales utiles pour la conservation des milieux naturels ;
- œuvres de diffusion scientifique, éducation naturaliste, culture.

Ce prix a été décerné de 1973 à 1992, suivi d'une interruption de 25 ans. En 2017, sept ans après le décès de Salvatore Furia, l'administration municipale de Varese a décidé de renouveler la tradition du « Prix écologie ville de Varese »,.
Le « Prix l'écologie ville de Varese » est décerné chaque année avec une cérémonie publique généralement tenue le 21 novembre, et est une initiative de la municipalité de Varese gérée en collaboration avec la Société astronomique G.V. Schiaparelli. Partenaires de l'initiative: Université d'Insubrie de Varese, ARPA Lombardie, JRC Ispra (VA).

## Prix «Mario Pavan»
Outre le « Prix écologie ville de Varese », le prix « Mario Pavan », nommé en mémoire de l' entomologiste qui était également ministre de l'Environnement, est décerné depuis 2018 et est attribué à un jeune doctorant en matières scientifiques. Le prix consiste en une bourse d'une valeur de 2 500,00 €. Lors de l'édition 2018, le prix « Mario Pavan » a été donné à Francesca Alice Marazzi pour sa thèse de doctorat : « Croissance de la biomasse de microalgues sur le surnageant issu de la déshydratation des biosolides ». La thèse portait sur l'évaluation de l'intégration des microalgues dans les stations d'épuration avec le double objectif d'éliminer l'azote et de produire de la biomasse à acheminer vers les digesteurs anaérobies. En 2019, le prix a été reçu par Federica Marando qui a rédigé la thèse : « Les services écosystémiques dans les zones urbaines : le rôle des infrastructures vertes dans l'amélioration de la qualité de l'air et la régulation du climat au niveau local »,.

## Palmarès du Prix Écologie Ville de Varese
- 2020-2021 : Franco Arminio
- 2019 : Salvatore Settis
- 2018 : Michele Lanzinger
- 2017 : Stefano Mancuso
- 1992 : Ardito Desio
- 1988 : Paolo Maddalena
- 1987 : Giuseppe Galasso
- 1986 : Dr Fabio Clauser
- 1985 : Assessorato all'Ecologia e all'Ambiente della Regione Lombardia (Département d'écologie et de l'environnement de la région de Lombardie)
- 1984 : Secrétaire du Comité européen pour la protection de la nature et des ressources naturelles du Conseil de l'Europe - Strasbourg
- 1983 : Dr Alfonso Alessandrini
- 1982 : De Monte Faginto Ermes
- 1981 : Wellenzhon Ernst (garde forestier du Stelvio)
- 1980 : Direzione del Parco Nazionale Abruzzo (Direction du Parc National Abruzzo)
- 1979 : Dr Walter Frigo
- 1978 : Dr Mario Pavan
- 1977 : Giuseppe Nangeroni
- 1976 : Azienda di Stato Foreste demaniali di Belluno (Entreprise d'État Forêts domaniales de Belluno)
- 1975 : Mme Sofia Stringer Zambeletti
- 1974 : Corpo Nazionale Vigili del Fuoco comando di Varese (Corps national des pompiers de Varese)
- 1973 : Ispettorato ripartimentale Foreste di Varese (Inspectorat Forêts de Varese)[5].